# O.Z.O.R.A. Fesztivál
Az O.Z.O.R.A. (Organic Zones of Radiant Atmosphere – Sugárzó légkör szerves zónái) Fesztivál egy egyhetes, pszichedelikus zenei, összművészeti rendezvény, melyet 2004 óta évente, augusztus első hetében rendeznek meg a Fejér vármegyei Dádpusztán, Igar község közigazgatási területén, nem messze a Tolna vármegyei Ozorától.
A fesztiválnak otthont adó 145 hektáros területen elsőként az 1999-es teljes napfogyatkozás alkalmából rendeztek fesztivált Solipse Fesztivál néven. 5 évvel később, 2004-ben Sonar Plexus néven megtartották az O.Z.O.R.A. közvetlen elődjét, majd már jelenlegi nevén 2005-től folytatólagosan. Az esemény nyaranta átlagosan 30 ezer fesztiválozót vonz a világ minden tájáról.
A fesztivál összesen öt helyszínt kínál a látogatók számára; a nagyszínpadon a psytrance stílus teljes skálájáról, a Pumpui sátorban techno-house, a The Dome nevű helyszínen downtempo-hoz közel álló, a Dragon Nest színpadon világzenei, illetve a legújabb Ambyss nevű helyszín pedig ambient stílusú zenék hallhatók.

## Történet

### Solipse
1999. augusztus 9–15 között, az évi teljes napfogyatkozásának Magyarországról jól láthatósága miatt augusztus 11-én, egy Fish néven ismert német partyszervező vezetésével megrendezik O.Z.O.R.A. Fesztivál jelenlegi területén annak ihletőjét, a Solipse Fesztivált. A Solipse három helyszínnel rendelkezett: már akkor eredeti helyére került a nagyszínpad, de jelen volt az ambient sátor, és megszületett a Pumpui is. Az eseményen nemzetközileg is ismert fellépők léptek színpadra: többek között jelen volt az Analog Pussy, az Electric Universe, az Etnica, a Haldolium, a Hilight Tribe, a Korai Öröm, a Star Sounds Orchestra, a S.U.N. Project, a Total Eclipse, valamint az X-Dream.

### Sonar Plexus
Öt évvel a Solipse után, 2004-ben a dádpusztai földterület tulajdonosa, Zimányi Dániel úgy dönt, hogy feleleveníti az 1999-es rendezvényt, immár az egyik főszervezőjeként, és megrendezésre kerül a Sonar Plexus fesztivál, a mai O.Z.O.R.A. Fesztivál közvetlen elődjeként, augusztus 10–15. között, az első fesztiválra is jellemző goa trance zenei irányzatának fő képviseletében. Kevesebb külföldi előadó lép fel, köztük az Astral Projection és a Star Sounds Orchestra visszatér, de felvonultatják a hazai goa trance szcéna ismert alakjait, MINT...

### O.Z.O.R.A. Fesztivál
A következő évben, 2005-ben, és napjainkig, O.Z.O.R.A. Fesztivál néven tartják már meg a rendezvényt, hasonlóan a zenére fektetve a hangsúlyt, és szélesebb körű külföldi fellépővel,  MINT...
Az első pár évben csak pár száz vendéggel, majd egyre nagyobb hazai és külföldi látogatottsággal rendezik meg a még főként zenei fesztivált, a fő hangsúlyt a psytrance zenei zsánerből építkező lineup-ra fektetve, olyan nagy nevekkel, MINT...
Mindeközben beindul az a fejlődés is ami jellemzi a fesztivált és területét a mai napig, évről évre gyarapodó jellegzetes és tartós építményeivel, helyszíneivel, ismertetőjeleivel.
2010-ben találkozhattunk először a Piramissal és a Magic Gardennel, egy évre rá megnyitott az előadásoknak otthont adó Chambok House is, így a zenén kívül kezdenek nagyobb teret kapni a pszichedelikus zenei kultúrát érintő témakörök, előadásai, a kézműves workshopok, és a testi-lelki egészség megőrzését szolgáló mozgáskultúra és életmód is egyre hangsúlyosabb szerepet kap, különböző programok keretein belül.
2012-ben megszületik az élő és világzenei színpad, a Dragon Nest, és felépül a Chill Out Dome, azaz mai nevén a The Dome. Első alkalommal kerülnek meghívásra különféle művészek az Art Camp-be, a fesztivál alkotótáborába, és a zenén kívüli művészetek is előtérbe kerülnek, az ún. vizionárius alkotások kiállításával az élen.
Ebben az évben csakugyan nagy változás, hogy a tulajdonosi kört leszámítva teljesen újjáalakul a szervezőcsapat, így új fejezet nyílik O.Z.O.R.A történetében, amely többek között, a fesztivál nyilvánosságát, legalizációját, infrakstúrájának fejlesztését, programjainak szélesedő kínálatát, és környezetbarát törekvéseket hozza magával.
2013-ban készült el az Artibarn, a kézműves foglalkozások helyszíne.
2014 az év, amióta a Völgy fölé emelkedik a Mirador.
2015-ben jelentős infrastrukturális fejlesztések történtek: tartós alapanyagból készült utak futják be a területet és ebben az évben fogadott minket először Ádám & Éva szobra és a völgy oldalán felfutó lépcső mellett.
2016-ban felépült a Gastro Templom, a Pillangó ház és a házasságkötő kilátó is.
2017-ben a fesztiválozók kérésére tó létesült a helyszínen, melynek partján egy évre rá új helyszín bukkant fel, az Ambyss, a Nautilusszal és az Iskolával egyetemben.

## "One Day in" partisorozat
2012-től minden évben megrendezésre kerülnek a fesztivált megelőző ‘One Day in’ promó bulik. Az első One Day-t a pszichedelikus zenei szcéna őshazájának tekintett Goán rendezték meg, egybekötve a már tradicionálisnak számító fesztivál aftermovie premier vetítésével. 2013-ban ismét megrendezésre került a One Day in Goa buli, Anjuna partmenti klubjában, a Shiva Valley-ben, mely állandó székhelyévé vált a goai-ozorai rendezvénynek a következő évek során. Goán kívül, 2013-ban már Tel Avivban és Amszterdamban is rendeztek ‘One Day in’ bulit, majd 2014-ben Bécsbe is eljutott a partysorozat. 2015-ben rendezték meg az első One Day in Tokyo-t, amelyet azóta minden évben a tokiói ageHa klubban tartanak. A következő évben a két új helyszín a Sao Pauló-i Americana és a londoni The Steel Yard, majd 2017-ben, a szokásos tokiói és goai esemény mellett, megtartják a One Day in Paris-t Aubervilles-ben, és egy évre rá ismét Tel Aviv-ban és Londonban, ezúttal az Electric Brixton-ban. 2019-ben a szokásos tokiói esemény után, és egy londoni meg egy Tel Aviv-i rendezvény mellett, először kerül megszervezésre az esemény Mexikóban, Prágában, és 4 napos kiadása Kaliforniában.

## Zene

### Main Stage
A fesztivál legrégebbi, már 1999 óta fennálló, és egyben legnagyobb helyszíne a nagyszínpad, azaz a Main Stage. A színpad és környéke az évtizedek alatt nagy átalakuláson esett át: a kezdetekkor dekorált pavilonokból és díszítőelemekkel létrehozott közeg mára egy egész évben álló, fából készült, tekintélyes építészeti alkotás. Az emelvény előtt elterülő, a kezdetekben fedetlen tánctér évente új, kreatív árnyékoló fedést kap, így az olykor több tízezer főt is meghaladó tömeget biztonságban és attraktív környezetben fogadja. A nagyszínpadon évről évre a pszichedelikus szcéna világhírű előadói, és olykor korábban sosem látott-hallott formációi adnak koncerteket és szetteket: többek között olyanok fordultak meg már itt, mint Ajja, Tristan, Ace Ventura, a Juno Reactor, Man With No Name, az X-Dream, a Son Kite, a GMS, Kindzadza, vagy az Ozric Tentacles. Minden évben kiemelt momentum a nagyszínpad nyitóceremónia, amikor a frissen elkészült helyszínt elfoglalja a fesztiválozó nép, és felgyullad az egész héten át égő tábortűz. A fesztivál alatt minden este koncerttel kezdődik a helyszín műsora, majd egy közel 24 órás, több műfajon (psytrance-en, dark psy-on, fullonon és progresszíven) átívelő programon vehetnek részt a látogatók egészen a zárásig, ami rendszerint egy híres meglepetéselőadó szettjét jelenti.

### The Dome
A helyszínnek éveken át, a fesztivál ‘99-es kezdeteitől fogva egy cirkuszsátor adott helyett. A sátor ponyvái alatt kialakult közösségi tér számára 2011-ben megépült a Dóm különös, kupolaszerű, esténként fényjátékkal díszített épülete. Az építészetileg és zeneileg is impozáns helyszín az ambient, a dub és a techno stílusaiban alkotó hazai és nemzetközi előadók fellépéseinek ad helyet. Az évek során olyan nevek fordultak meg itt, mint a System 7 aka Steve Hillage and Miquette Giraudy, Biosphere, A Guy Called Gerald, Matthew Jonson, Minilogue, Deadbeat, Aes Dana, Youth, Leftfield, a Tangerine Dream, Higher Intelligence Agency és Mixmaster Morris. Ez az egyetlen helyszín, ahol a fesztivál ideje alatt soha nem áll le a zene. 2015-ben itt került bevezetésre a nulladik nap, Goa Gil 24 órás szettjének a fesztiválon való debütálásával.

### Pumpui
A fesztivállal egyidős Pumpui 1999 óta nem csak egy harmadik tánctérnek, de egy mozinak és egy bárnak is helyet ad. Itt kerülnek megrendezésre a hivatalos after- és beforeparty-k. A helyszín műsorát túlnyomórészt magyar fellépők alkotják, így debütálva a nemzetközi közönség előtt, de mindennap találkozhatunk híres külföldi headlinerrel is.

### Dragon Nest
2012-ben indult útjára a fesztivál élőzenei színpada, a Dragon Nest. A koncepció azóta is változatlan: olyan előadókat mutatnak be itt a közönségnek, akik kívül esnek a régóta működő színpadok zenei spektrumán. A helyszín egyike a fesztivál állandó, természetes anyagokból született építészeti alkotásainak. A színpad programja az elmúlt években zeneileg egyre intenzívebbé vált, a koncertek egy része áttevődött a Csámbók Házba és az Artibarnba. Az elmúlt évek néhány fellépője: Squarepusher, Tinariwen, James Holden, Huun Huur Tu, Adrian Sherwood, Lee Perry, Heliocentrics, Lajkó Félix, Panda Dub, Beats Antique

### Melting Pot
Esténként az Artibarn improvizációknak ad helyet, ahol a különböző színpadok fellépői közös zenéléssel eklektikus műfajokat egyesítenek. Be nem skatulyázható, egyedi muzikális élmények valósulnak meg itt mindennap a workshopok után három órában.

### Ambyss
Az Ambyss 2018-ban debütált a frissen avatott tó partján. Az elsősorban pihenésre, ellazulásra hivatott tér zeneileg nyitott, de főleg ambient és chill hallható itt már ismert és új fellépők közreműködésével.

### Nulladik Nap
2015-ben a fesztiválon bevezetésre került a nulladik nap. Ez alkalomból a Völgybe hozta a pszichedelikus körökben híres, 24 órás szettjét a műfaj alapító atyja, Goa Gil. A következő két év O.Z.O.R.A.-ját is ő indította a Dómban, majd 2018-ban új koncepció mentén, szintén 24 órában, ám több ismert, különféle műfajokat képviselő fellépő közreműködésével hívták életre a nulladik napot a fesztivál nem hivatalos nyitányaként.

## Művészet és életmód

### Artcamp
Minden évben, a fesztivált megelőzően alkotótábort hirdetnek a szervezők, ahová olyan alkotóművészek jelentkezését várják, akik szeretnének installációjukkal, építményükkel, vizuális alkotásukkal hozzájárulni az adott évi rendezvényhez. A kreatív munkálatoknak maga az ozorai Völgy ad otthont, így a művek természetes, eredeti környezetben jönnek létre.

### Mirador
A 2014-ben felavatott torony és galéria új, kibővített teret ad az ozorai művészeti kiállításoknak, és reprezentálja a fesztivál vizuális kultúrájának sokszínűségét. A látomásos művészet tornya egy olyan kilátó, amely a közreműködő hazai és nemzetközi alkotók közbenjárásával rálátást ad egy alternatív, pszichedelikus, spirituális és misztikus hangulatokkal, szimbólumokkal átitatott vizuális univerzumra. Ismert művészek, akik már megfordultak itt: Alex Grey & Allyson Grey, Android Jones, Oliver Vernon, Patrice Hubert, Jonathan Solter, Luke Brown, Randal Roberts, Anderson Debernardi, Andy Thomas, Ihti Anderson, Luis Tamani.

### Compass
A Mirador mellett felépült Tájoló (avagy Compass) 2015 óta része a fesztiválnak és elsősorban művészet-terápiás programoknak ad otthont.

### Cirkusz
Az underground vagy újcirkusz hazai és nemzetközi képviselői minden évben nagy számban képviseltetik magukat a fesztiválon, ahol csatlakoznak az ozorai társulathoz, ami minden évben egy alkalommal áll össze, a fesztivál ideje alatt. A napi több előadás mellett minden délután workshopokon vehetnek részt a látogatók, ahol a zsonglőrködés és a flow művészetek mellett olyan cirkuszi műfajok kipróbálására és gyakorlására is van lehetőség mint a levegőakrobatika vagy a cyr wheel.

### Artibarn
Az ARTibarn egy régi, felújított pajta, amelyben 2014  óta különféle művészeti műhely-foglalkozásokat tartanak. Olyan alkotó- és népművészeti tevékenységekben van lehetőség részt venni, mint a nemezelés, agyagozás, kerámia, kosárfonás, pillekő, testfestés, diafestés, kovácsolás, üvegfújás, kosárfonás, újrahasznosított ékszer-, tűzzománc-, homokszobor- és sárkánykészítés.

### Chambok House
A Csámbok ház O.Z.O.R.A. szellemi központja, ami előadásoknak ad otthont az ezotériától a bölcseleten át a tudomány legkülönbözőbb szegleteiig bezárólag (pl. asztrológia, nemnövekedés elmélete, permakultúra, transzformáció, elektronikus zene etc). Ezen kívül beszélgetnek még a színpadon különböző foglalkozásvezetők, zenei, cirkuszi és színházi fellépők, a fesztiválon alkotó és kiállító művészek. Az évek alatt hagyománnyá váltak a kerekasztal-beszélgetések, melyeken a szcéna meghatározó szereplői vesznek részt. Olyan elismert szakemberek tartottak itt fejtágítást, mint Dr. Frecska Ede, Feldmár András, Daniel Pintchbeck, Graham St. John, Erik Davis, Nicholas Sand, James Oroc, James W. Jesso és Giorgia Gaia. Az előadások angol nyelven zajlanak.

### Cooking Grove
A főzőligetben évről-évre heti hét napban tematikus gasztrotechnológiai workshopokat tartanak, ahol a nemzetközi konyha – túlnyomó részben vegetáriánus és vegán – alapjainak, különleges fogásainak ősi vagy praktikus elkészítési módját sajátíthatják el az érdeklődők, miközben megismerhetnek számos bio eltárolási és tartósítási módszert is. A liget témavezetői mindezt alternatív és modern deep tech technológiák segítségével mutatják be.

### Microcosmos
A Microcosmos célja, hogy a fesztiválozókat közelebb hozza, tudatosabban bevonja a rendezvényt körülvevő természetes miliőbe. A természettudományos fókuszú foglalkozásokon feltárul a környék élővilága: helyi növények, rovarok, kövek és ásványok kerülnek górcső alá, a biztosított sztereomikroszópokon keresztül, a nap 24 órájában. Az itt megrendezésre kerülő workshopokon különféle kapcsolódó témákat, kérdéseket járnak körül a résztvevők. A Miscrocosmos saját kövület- és ásványkiállítással is rendelkezik.

### Healion
A gyógyító pontokon olyan gyógyító technikák kipróbálására és gyakorlására van lehetőség, mint a thai masszázs, ajurvéda, akupunktúra, kristályterápia, lomi lomi, shiatsu, vezetett relaxáció, nadi, ma uri, cranio sacralis terápia, tibeti hangtálterápia, quantum balance módszer, svéd masszázs, ericksoni hipnózis és a yumeiho. A Csámbok házban minden nap hanggyógyászok várják az érdeklődőket.

### Haven
A ‘haven’ az angol szótárban kikötőt jelent. Valóban: a Haven egy biztos pont, ahol bárki felvonultathatja, ünnepelheti és megoszthatja érzelmi és spirituális utazását. Emellett a rendezvény ideje alatt az érdeklődők felvilágosítást kaphatnak a szenvedélybetegségek lehetséges formáiról, a különböző szenvedélyszerekről, az azok által okozott ártalmakról és a lehetséges megelőzés-formákról. A Haven fő hitvallása, hogy az érezheti igazán jól magát a fesztiválokon, aki megbecsüli a testét és a lelkét.

### A bölcsesség köre
A bölcsesség köre évek óta helyet kap Dádpusztán. Ez egy kövekből, fából és csontokból alkotott, kultúrákon átívelő, ősi szimbólum, amihez Dr. Sally Torkos pszichológus és Prof. Béla Torkos fizikus tart tanfolyamot. A programot évről-évre fejlesztik és csiszolják, hogy útmutatást nyújtsanak a résztvevők számára a tudatosság elmélyítése céljából.

### Piramis
A Piramis különféle táncstílusok és mozgásalapú tevékenységek számára ad otthont. Reggeltől estig professzionális trénerek és mesterek tartanak csoportos foglalkozásokat és tanítanak kezdő és középhaladó résztvevőket egyaránt. A hangsúly a kreativitás és testtudatosság növelése. A változatos menetrend sokféle lehetőséget biztosít a fesztiválozóknak, hogy kipróbáljanak új mozgási technikákat, táncfajtákat, vagy megtanuljanak együttműködni másokkal improvizatív órák során. Ashtanga, vinyásza, kundalini, chakra, hatha, jin és akro jóga, orientális flamenco, butoh tanműhely, tánc terápia, pilates és chi kung, szakrális, törzsi és jávai hastánc technikák érhetők el a látogatók számára.

### A Tündér Kertje
A nevében és szellemiségében is Lázár Ervin meséjét idéző Hétfejű Tündér Kert fémjelzi a hosszútávú önfenntartó biogazdálkodást és a permakultúrás szemléletet az ozorai Völgyben. Az egynyári növényeken túl a kert különleges növényfajtákkal és évelőkkel is büszkélkedik, és három úgynevezett hugelkultur dombágyásnak is otthont ad, amely változatos mikroklímát teremt, táplálja a növényeket és a gyökerek szintjén őrzi meg a talaj nedvességét. Ezen felül a kert terméseiből készülnek a közösségi konyha főztjei.

### Tea shack
A teaházban organikus gyógyteákat és egészséges italokat kínálnak a nap minden szakában, ingyenesen. A felhasznált gyógyfüvek nagy része helyből, a Hétfejű Tündér Kertjéből származik.

### Bazársor
A bazársoron nemzetközi (thai, indiai, görög, török, olasz, indonéz, japán, kínai, mexikói, afrikai) valamint hazai ételeket és italokat kínáló büfék, falatozók, reggelizők, teázók sorakoznak. A piacon emellett kézműves ruha-, ékszer- és kiegészítőárusok kínálják portékájukat.

## Radiozora
Az O.Z.O.R.A. Fesztivál hivatalos stream és FM rádiója 2014-től fogva létezik RadiOzora néven. A célja nemcsak a fesztiválhoz kapcsolódó zenei szcéna felhozatalának a bemutatása, támogatása és terjesztése, hanem a fesztivál közösségének összetartása is év közben, a “We are all connected through the same frequency” (ugyanaz a frekvencia köt össze mindannyiunkat) mottóval.
Az online rádió Trance és Chill csatornáján összeállított zenei válogatás a pszichedelikus trance különböző szubzsánereiből, az ambient, a techno és house stílusokból merítkezik, a fesztivál programjához hasonlatosan. A zenei tartalmat, interjúkat, vendég és élő zenei mixeket, kiadók sorozatait, különböző beszélgetős műsorok egészítik ki. A fesztivál ideje alatt a rádió csatornáján élő közvetítések és bejelentkezések hallhatóak a helyszínről.
2018-ban az online rádió csatorna újabb fejezetet nyit, november 16.-án kerül megszervezésre az első RadiOzora Connecting buli, Moszkvában, majd 2019 március 29.-én folytatódik a sorozat a RadiOzora Connecting Athens eseménnyel.

## Ozorian Prophet
2012-ben megalapításra került a fesztivál hivatalos újságja, a The Ozorian Prophet. A tradicionális megjelenésű napilaphoz először nyomtatott formában, a fesztivál ideje alatt lehetett hozzájutni, amely hagyomány azóta is él; 5.000 példányszámban jelenik meg és osztják szét a fesztivál területén a fesztiválhét minden napján.
2013 óta online kiadása is elérhető, a rendezvényhez és a szubkultúrához hol szorosabban, hol lazábban kapcsolódó megjelenésekkel: zenei és programajánlókkal, interjúkkal, művészeti, filozófiai, irodalmi, asztrológiai, tudományos, életmódhoz, valamint környezettudatossághoz kapcsolódó írásokkal, fotókkal.
Jelmondata: “universally owned, independent & free”.

## Videógaléria

### YouTube
Minden évben készül a fesztiválhoz előzetes és egy hosszabb összefoglaló videó is. Ezeket a fesztivál hivatalos YouTube csatornáján teszik közzé.